# Journal Citation Reports
El Journal Citation Reports (JCR, en español: Informes sobre citas en revistas científicas) es una publicación anual que realiza el Instituto para la Información Científica, que actualmente es parte de la empresa Clarivate. Esta publicación evalúa el impacto y relevancia de las principales revistas científicas del campo de las ciencias aplicadas y sociales. Originalmente era parte del Science Citation Index, y actualmente está realizado a partir de los datos que este contiene.

## Índices
El JCR calcula anualmente dos índices para las revistas indexadas en su base de datos:
- JCR Science Edition
- JCR Social Science Edition

## Uso en evaluación de la investigación
Está muy relacionado con el cálculo del factor de impacto de las publicaciones científicas, uno de los principales indicadores a la hora de evaluar la actividad científica en Europa, Estados Unidos, México, Chile y Brasil.
En general diversas universidades, centros de administración y ministerios encargados de educación superior hacen sus evaluaciones de profesores universitarios y otros investigadores sobre el número y la calidad de los artículos publicados en revistas indexadas en el JCR. Este sistema, aunque basado en indicadores objetivos, no está exento de críticas, en especial para determinadas área que tienen una cobertura escasa de revistas en dicho índice.